# Imsouane
Imsouane (arabisch إمسوان, Tifinagh-Schrift ⵉⵎⵙⵡⴰⵏ Imswan) ist ein kleiner Küstenort am Atlantischen Ozean im Süden Marokkos. Seit 1992 ist Imsouane der Hauptort einer aus mehreren Dörfern (douars) bestehenden Landgemeinde (commune rurale) mit derzeit insgesamt gut 7000 Einwohnern.

## Lage und Klima
Imsouane liegt an der marokkanischen Atlantikküste ca. 80 km (Fahrtstrecke) nördlich von Agadir bzw. etwa 95 km südlich von Essaouira in Höhen zwischen 0 und 250 m. Das Hinterland bilden die westlichen Ausläufer des Hohen-Atlas-Gebirges. Das Klima wird in hohem Maße vom Atlantik beeinflusst, Regen (ca. 260 mm/Jahr) fällt nahezu ausschließlich im Winterhalbjahr.

## Bevölkerung
| Jahr      | 1994 | 2004 | 2014 | 2024 |
| Einwohner | 8645 | 9353 | 8866 | 7246 |

Die Einwohner früherer Zeiten waren ausschließlich Berber, doch infolge der zunehmenden Modernisierung (Anschluss an das Strom-, Wasser- und Telefonnetz) und des damit einhergehenden Baubooms in der Umgebung von Agadir sind viele Zuzügler aus anderen Regionen Marokkos hinzugekommen. Man spricht hauptsächlich Marokkanisches Arabisch, aber auch Französisch und Englisch; im Hinterland dagegen wird noch überwiegend der regionale Berberdialekt gesprochen.

## Wirtschaft
Bildeten in früheren Zeiten der Fischfang und die in den Dörfern des Hinterlandes betriebene Landwirtschaft die Grundlagen des Wirtschaftslebens, so sind in den vergangenen Jahrzehnten die verschiedenen Formen des maritimen Tourismus (Baden, Surfen, Windsurfen, Segeln, Tauchen etc.) hinzugekommen.

## Geschichte
Wie von beinahe allen Berberorten im Süden Marokkos, ist auch über die frühere Geschichte Imsouanes so gut wie nichts bekannt; mündliche Überlieferungen berichten lediglich von Auseinandersetzungen verschiedener Berberstämme untereinander. Den Gemeindestatus erhielt der Ort im Jahr 1992. Im Januar 2024 wurde das Dorf von den Behörden geräumt und alle Gebäude wurden ohne Angabe von Gründen durch Planierraupen und Baggern zerstört. Es gibt Absichten, den gesamten Ort neu und modern aufzubauen, um den kommerziellen Tourismus zu fördern.